# Krucz (osada leśna)
Krucz – osada leśna w Polsce położona w województwie wielkopolskim, w powiecie czarnkowsko-trzcianeckim, w gminie Lubasz.
Współrzędne określone przez Państwowy Rejestr Nazw Geograficznych umieszczają miejscowość poza granicami gminy Lubasz, w gminie Wieleń i odpowiadają miejscowości Gniewomierz (SIMC 0532441), będącej częścią wsi Hamrzysko. 